# 島津忠鄰
島津忠鄰，1569年—1587年5月24日）是日本戰國時代的武將。島津氏的家臣。
島津義虎與御平（島津義久的長女）的次男。天正12年（1584年），成為叔父島津歲久（義久的弟弟）的養嗣子，與歲久的長女湯之尾成親（也是其堂姨，忠鄰之母和湯之尾是堂姐妹）。
天正15年（1587年），豐臣秀吉九州征伐遭到島津氏的抵抗，重要的戰略據點日向國根白坂（現在的宮崎縣木城町）被宮部繼潤佔領。忠鄰提出夜襲根白坂的計畫，但遭到島津家久（義久與歲久的弟弟）強烈反對。然而忠鄰不顧勸告執意攻擊根白坂，早有防備的宮部軍以逸待勞將忠鄰率領的島津軍全員射殺（根白坂之戰），忠鄰戰死，享年19。
同年1月出生的長子·常久由島津歲久養育，並繼承日置島津家。